# Henry B. Steagall

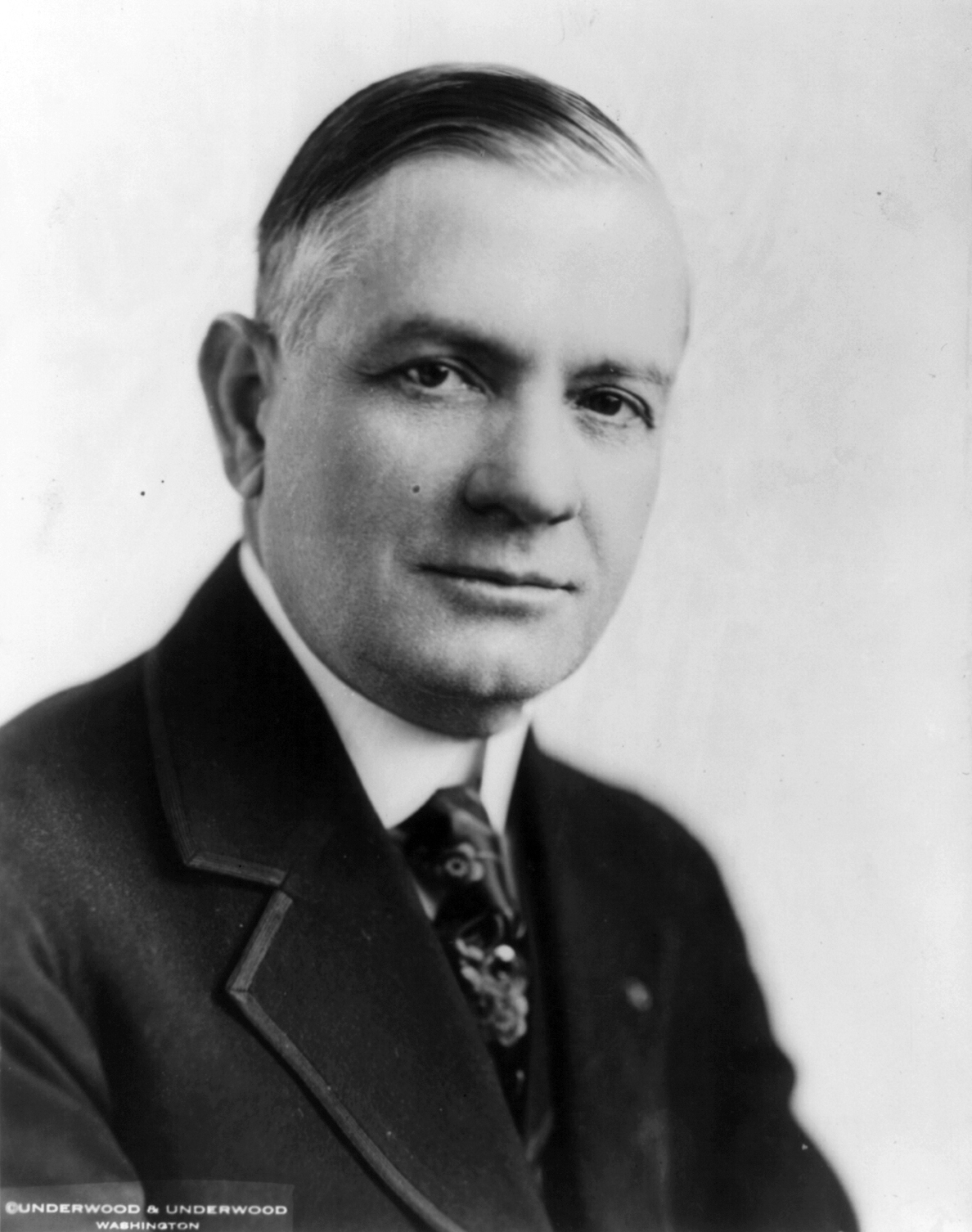
Henry B. Steagall.

Henry Bascom Steagal, född 19 maj 1873 i Clopton, Alabama, USA, död 22 november 1943 i Washington D.C., USA; var en amerikansk kongressledamot som representerade delstaten Alabama. Han var ordförande för Amerikanska Kongressens Kommitté om Finansiella Tjänster (United States House Committee on Financial Services) och var en medsponsor till Glass-Steagall Act tillsammans med Senator Carter Glass år 1933, vilket skulle leda till omfattande bankreformer samt skapandet av Federal Deposit Insurance Corporation (FDIC). Tillsammans med Senator Robert F. Wagner (vilken representerade delstaten New York) medsponsrade han Housing Act of 1937, vilket ledde till skapandet av United States Housing Authority.
Steagall studerade vid Southeast Alabama Agricultural School i Abbeville, Alabama och tog juridikexamen från University of Alabama i Tuscaloosa, Alabama år 1893. Han arbetade som solicitatör i Dale County i Alabama mellan 1902 och 1908. Senare tjänade han i Alabamas Representanthus mellan 1906 och 1907. År 1915 valdes han till Alabamas tredje kongressdistrikts representant till amerikanska Kongressen, en post han innehade till 1943. Han dog mitt i en mandatperiod den 22 november 1943 i Washington D.C.